# 天才バカヴォン〜蘇るフランダースの犬〜
『天才バカヴォン〜蘇るフランダースの犬〜』（てんさいバカヴォン よみがえるフランダースのいぬ）は、赤塚不二夫の漫画『天才バカボン』を原作としたアニメ映画。配給は東映、制作は『秘密結社鷹の爪』などのDLE（蛙男商会）。キャッチコピーは、「観ないやつは死刑なのだ!!」。

## 概要
赤塚不二夫生誕80周年記念として企画された『バカボン』初の完全新作アニメ映画。本作では日本アニメーション版『フランダースの犬』とのコラボレーションを行っており、「ネロ」と「パトラッシュ」が登場する。
本作の登場人物のうち、バカボンのパパ、バカボン、本官さんは本作公開前に2009年に東京・松屋銀座で開催された「赤塚不二夫展 ギャグで駆け抜けた1972年のイベント」で上映されたflashアニメ『となりの天才ヴァカボン』にも登場しているがバカボンと本官さんはデザインが描き直されている。

## あらすじ
ある日バカボン一家の元に、不審な男達が次々と現れる。その正体は、暗黒組織・インテリペリ。彼らは総帥・ダンテが開発した装置「オメガ」を起動させるための合言葉である「バカボンのパパの本名」を知りたがっており、あらゆる方法でパパに近づくが、パパに翻弄されるばかりで一向に本名を聞き出せない。
そこでダンテは、息子のバカボンからパパの本名を聞き出すため「フランダースの犬」の主人公、ネロとパトラッシュを地獄から召喚する。
狙われたバカボンの運命は?そして、バカボンのパパの本名とは?天才バカボンと暗黒組織とフランダースの犬による、未曾有の戦いが始まる。 

## 登場人物

### 主要人物
パパ
主人公。息子のバカボン、ハジメと優しいママと毎日楽しく暮らしているマイペースな中年男。
一切本名を語っておらず、役所の届けや銀行の通帳まですべて「バカボンのパパ」で通していることが神田によって判明した。聞き出そうとした役所の窓口職員やインテリペリの刺客20人近くがパ行でしか喋れなくなるほど頑固な姿勢をとり、総理から本名を要求された際にすら、名前を教えるのと引き換えに後述する侮辱的な行為をさせた。
息子バカボンが学校で自分を侮辱されたのを受け、「どこのパパもできないような事をしてやるんだ」と西から太陽を昇らせることをバカボンと約束し、終始そのために奔走し、バカボンや神田、ネロとパトラッシュを巻き込んで大騒動を巻き起こしたこともある。
デザインは『となりの天才ヴァカボン』から流用している。
バカボン
バカボン一家の長男。のんびりとした心の優しい少年。今作ではズレた部分が強調されパパのペースに乗ることが多い。何の偏見もなくネロやパトラッシュと接するが、次々と起きる事件がもとで亀裂が生じそうになる。それでもネロとパトラッシュを見捨てず友達だと信じた。
ママ
パパの妻。家事全般をこなしている。美人で普段は優しくおっとりとしているが、怒ると怖い。
ハジメ
一家の次男で生まれてすぐ言葉を話し歩けるようになった天才少年。本作でもその天才頭脳でハッキングを行い、ダンテのアジトの図面を作成するなどの活躍を見せる。
ネロ
名作『フランダースの犬』の主人公。その物語の終盤、心ない村人たちからすべてを奪われ吹雪の中駆け込んだ教会にあるルーベンスの絵の前で生き絶えて、天国から天使たちが迎えに来る。だが人間たちへの激しい憎しみから、自ら天使たちの手を振り払って地獄へと向かい、人間たちへの復讐のチャンスをうかがっていた。
ダンテの計画で現代に復活し、人間たちへの復讐と引き換えにバカボンの学校に潜入しバカボンのパパの本名を聞き出すという条件を呑んだ。普段は原作同様物静かだが、憎しみに触れると目の色を変える。
その後、バカボンの学校に潜入。クラスの人気者になり、バカボン一家との触れ合いにより徐々に人間たちへの憎しみも薄れつつあったが、教室に犬を持ち込んだことを良く思わない西河内たちから目をつけられ卵を投げつけられたり、スケッチブックを奪われるなどの仕打ちを受け、さらに絵本を見た西河内たちの策略により、フランダースの犬の主人公（だと思い込んだ異常者）であることや転入書類の不備（書類に書かれた村が現在は存在していないこと）が発覚し、更にバカボン等の一部を除いた周囲から掌を返された事で、人間達への憎悪の念が爆発。悪魔態へと覚醒し、学校及び周囲の町を破壊した後、同じく覚醒したパトラッシュと共に東京を襲う。
インテリペリ壊滅後は元の姿に戻り、バカボン一家らと和解した後天使に導かれて天国へ旅立っていった。
予告編では悪魔態に覚醒したネロの姿が描かれている。
パトラッシュ
ネロの愛犬。ネロと同様、息絶えるも彼と共に地獄へ向かう。
後にネロと共に悪魔態へ覚醒し東京を襲うが、インテリペリ壊滅後は元の姿に戻り、バカボン一家らと和解した後天使に導かれて天国へ旅立っていった。

### バカボン一家を取り巻く人々
神田輝夫
内閣情報局に勤める公務員。性格は至って生真面目。本作は彼の視点で描かれている。
長年ダンテ率いるインテリペリを追っており、彼らがバカボンのパパの本名を知りたがっていることを知り、パパの護衛に着く（護衛の範囲は交番から幼稚園の運動会、犯罪現場までと非常に広く、パパをあきれさせた）。パパを始めとする人々からは「なめた」と呼ばれており、その都度訂正を入れる。
マイペースなパパに振り回され、西から太陽を昇らせる計画に付き合わされることになるが、東の山を西の山に運ぶ計画では荷台に積まれ大量の土を運ばされたり、トラックごと飛んできた杭に襲われたり、ビルの残骸の中で顔を踏まれたりされ、終盤ではネロの攻撃で自分だけ足を挫いてしまうなど、何かと災難に遭う。
その後、大沢局長が収監されたことにより局長に昇格した。
バカボンのパパ、課長や田辺総理とは漫才のような掛け合いをすることが多く、主にツッコミを担当する。
なお、同じFROGMAN作品である秘密結社鷹の爪EXの35話には、彼にそっくりな「中林ハジメ」というキャラクターが登場していた。
西河内好平
バカボンのクラスのリーダーを気取っているいじめっ子。
性格は歪んでおり、バカボンやバカボンのパパを罵倒したり、転入してきたネロが教室に犬を持ち込んだことを良く思わず卵を投げつけたり（だが、ネロはその卵を使い瞬間的にエッグベネディクトを作り上げた）彼のスケッチブックを奪うなどし、更に終盤ではネロを自分がフランダースの犬の主人公だと思い込んだ異常者だと、周囲に暴露したことなどからネロの人間たちへの復讐心を助長されネロを悪魔態へと覚醒させてしまった。
ネロが覚醒した際にはその姿に恐れ慄き、悲鳴を上げながらクラスメイト達と共に必死に逃げるが、先の仕打ちに対する怒りに駆られたネロに真っ先に命を狙われ、取り巻き共々殺されそうになったが、バカボンが間に入ったことにより事なきを得た。その後は登場せず、事件解決後はどうなったかは不明。
顔は西河内を演じた濱田に似せている。

### インテリペリ
ダンテ
悪の組織インテリペリを率いるIQ500の狂人。
自らが長年開発してきた不可能を可能とする装置「オメガ」の起動が失敗した理由がバカボンのパパの本名が分からなかったためだと知り、20人近くの刺客を送り込むも、全員パ行でしか喋れなくなるという怪現象が発生したため地獄からネロとパトラッシュを蘇らせ、バカボンの通う学校に送り込んだ。
ネロが覚醒した際は、マスコミを通じて犯行声明を出し、翌日の朝までにバカボンのパパの本名を教えることを要求した。やがて、バカボンのパパの本名は「バカヴォン」である事を知り、遂にオメガは起動してしまう。しかし、「バカヴォン」という名前はパパがついた嘘であり、これによってオメガは暴走。さらに、パパが太陽を西から登らせた様子を目の当たりにしたことでパニックになり、最後は「パピプペポオオォォォ!!」と絶叫しながら、オメガの爆発でアジトごと吹き飛び、死亡した。
初期のデザインでは顔色の悪い小男だったが、FROGMANが担当声優の村井の迫力ある演技に影響され、今のデザインになったという（映画パンフレットより）。
レスター
ダンテの腹心の部下で、「フンフン！」と鼻息が荒い。ダンテへの忠誠心は厚いものの、昼御飯の写真だけではつまらないというフォロワーたちの要望に応えて、組織の機密情報をツイートしてしまうこともある。
インテリペリのアジトに交渉にやってきた神田の陽動作戦に引っかかり、バカボン親子の侵入を許してしまう。オメガ起動後、アジトの爆発とネロの再暴走を目の当たりにした際にはなにが起きたか判らず、ダンテにスマホで連絡をとろうとしていた。
最後はバカボンや神田と共に、パパが太陽を西から登らせた様子を目の当たりにして驚愕する。その後は登場せず、事件解決後はどうなったかは不明。
初期のデザインは大男だったが、こちらも金田の演技に影響され彼女の持ち役でもあるおしりかじり虫を意識したデザインに変更された（映画パンフレットより）。

### その他
ウナギイヌ、本官さん、レレレのおじさん
鰻と犬の間に生まれたウナギイヌ、目ん玉繋がりでやたらピストルを撃ちまくる本官さん、掃除する謎のおじさん・レレレのおじさん。
この2名と1匹は原作『天才バカボン』のレギュラーキャラクターだが、いずれも本編への登場はカメオ出演程度で終盤のダンテ戦には関与していない。これに関してはレレレのおじさん役で上島竜兵が舞台挨拶やインタビューなどで不満を述べていた。
沼袋先生
本作でのバカボンの担任の先生。朝礼の挨拶などで生徒達の前で、恨み節を呟くほどに私生活が荒んでいる模様。
鈴木明子
バカボンのクラスメイトの女子生徒。
西河内と対照的に、バカボンのパパの奇行を面白がったり、転入生のネロに対しても気さくに話しかけるなど、明朗で社交的な性格。何かと愚痴を零す沼袋先生に対しツッコミを入れる。
下村てつお
バカボンのクラスメイトの男子生徒。明子と同様に、バカボンのパパや、ネロに対しても理解を示し、友好的に接する。
内閣情報局課長
神田の上司にして、大沢局長の部下。非常に気が弱く、インテリペリ対策を神田に一任させ、自分の立場やプライベートの事ばかり心配している。
妻と六人の子供を持った所帯持ちであるが、一方で「由美子」という経理担当の女性と浮気をしている。上司である大沢局長からは含み笑いをされる程に侮られている。
田辺総理
日本の総理大臣で、自身曰く「官僚の言いなり」。
オメガが他国に売られるのを恐れ、バカボンのパパの本名と引き換えにオメガのコピーをもらうことを望むも、その引き換えとしてパパからひよこのコスプレをして鼻毛をチョウチョ結びにした上で「メスシリンダー」と3回叫ぶ事を要求され、大勢の部下達の面前でそれを実行する羽目になり恥をかかされてしまう。
パソコンのスキルは極めて低く本人曰く先週Windows 95の起動に成功したとのこと。木綿アレルギーでパンツを履くと尻が膨れ上がるという珍現象が発生するため常にノーパンで行動している（神田に勧められ、ウールのパンツを履いたところ、尻が4倍に膨れ上がってしまった）。
ネロが覚醒した際、動き出したインテリペリを止める事と引き換えにパパから前述の恥ずかしい姿のまま、今度は「駒込ピペット」と3回叫ぶように要求されてしまう。その後、バカボン親子が窮地に立たされた際、大沢局長に言われるがままインテリペリのアジトを爆破しようとした為、最終的にその罰も兼ねて、先の約束を銀座の大通りで実行する羽目になり、バカボン一家をはじめとする大勢の国民から笑い者にされてしまった。
大沢局長
神田の上司で内閣情報局の局長。
本編中においては田辺の補佐的な役割を担っているが、田辺の面目も顧みずにパパの無茶苦茶な要求を受け入れさせたり、パパ達がダンテに捕まったにもかかわらずインテリペリのアジトを爆破するよう唆したりと、目的の為ならば手段を選ばない一面があり、最終的にはインテリペリに総理を献上しようとしたことから総理の逆鱗に触れ、インテリペリ壊滅後は刑務所に収監されてしまった。

## 声の出演
- バカボンのパパ、神田輝夫、課長、田辺総理、大沢局長、西河内の子分、校長先生 他 - FROGMAN[1]
- ネロ - 瀧本美織[1]
- 西河内好平 - 濱田岳[1]
- バカボン - 犬山イヌコ[1]
- 本官さん - 岩田光央[2]
- レスター - 金田朋子[3]
- バカボンのママ、大島 - 上野アサ[2]
- ハジメ - 澪乃せいら[2]
- パトラッシュ - 桃[1]
- 下村てつお - 出雲阿国
- 鈴木明子 - 鈴木あきえ
- オペレーター - 木原浩勝、沼田健
- キャスター - 安藤公一
- 夜の犬、隣人 - 坂本頼光
- 沼袋先生 - バイク川崎バイク
- レレレのおじさん - 上島竜兵[1]
- ウナギイヌ - 秋本帆華[1]
- ダンテ - 村井國夫[1]

## スタッフ
- 製作 - 松本淳、本間道幸、遠藤茂行、細野義朗、旦悠輔、星野晃志、星野岳志
- 企画 - 山田太郎
- 総合プロデューサー - 紙谷零
- プロデューサー - 紀伊宗之、津田智、柳村努、福元孝尚、荻島達
- 制作協力 - フジオ・プロ / 日本アニメーション
- 企画協力 - ぴえろ[5]
- 音楽 - manzo
- 音響監督 - はたしょう二
- 効果 - 出雲範子
- 録音 - 八巻大樹
- 作画監督 - 山脇光太郎
- 作画 - 齋藤晃弘、佐藤充夫、堀内小百合、西山司、柿木直子
- 背景美術 - アトリエローク07、スタジオSuuuu
- 脚本・監督 - FROGMAN
- 制作 - DLE
- 協力 - 太田プロダクション、よしもとクリエイティブ・エージェンシー、講談社、小学館、竹書房、トムス・エンタテインメント[6]、トムス・ミュージック、サントリーほか
- 配給 - 東映
- 宣伝 - DLE / ティ・ジョイ
- 製作 - 天才バカヴォン製作委員会（DLE、ぴえろ、東映、SDP、アニマティック、中央映画貿易、オデッサ・エンタテインメント）

## 主題歌
- オープニングテーマ - 「天才バカボン」[1]（ワーナーミュージック・ジャパン）
  - 作詞 - 東京ムービー企画部[7] / 作曲 - 渡辺岳夫 / 編曲 - CMJK / 歌 - チームしゃちほこ / 音楽出版 - 読売テレビエンタープライズ[8]
- エンディングテーマ - 「パパの子守歌」[9]（ダブルジョイ・インターナショナル / ユニバーサルシグマ）
  - 作詞・作曲・編曲 - 横山剣 / 歌・演奏 - クレイジーケンバンド